# Jordmyreblomfluga
Jordmyreblomfluga (Microdon analis) är en tvåvingeart som först beskrevs av Macquart 1842.  Jordmyreblomfluga ingår i släktet myrblomflugor, och familjen blomflugor.
Artens utbredningsområde är Algeriet. Arten är reproducerande i Sverige. Inga underarter finns listade i Catalogue of Life.